# کموساب رکوردز
کموساب رکوردز (انگلیسی: Kemosabe Records) شرکت نشر موسیقی آمریکایی است، که در سال ۲۰۱۱ توسط دکتر لوک تأسیس شد.